# キルヒフンデム
キルヒフンデム (ドイツ語: Kirchhundem) は、ドイツ連邦共和国ノルトライン＝ヴェストファーレン州アルンスベルク行政管区のオルペ郡に属す町村（以下、本項では便宜上「町」と記述する）である。州南東部のザウアーラントに位置するこの町は、1969年7月1日に、自治体新設の結果成立した町で、37の集落を含む。面積は 147.91 m2 で、オルペ郡で最も広い町である。現在のキルヒフンデムの町域では、8/9世紀から定住が行われていたとされている。この地域は開墾によって切り開かれ、初めはキルヒフンデム近郊のアルテ・フェルト周辺やオルペ川の谷に入植地が築かれた。この村が文献記録で確認されるのは13世紀半ば以降である。経済的には、この地域は長らく採鉱、精錬、鍛造で生計を立てており、これらの産業は現在も行われている。1861年のルール＝ジーク鉄道建設により、社会資本が飛躍的に発展した。

## 地理

### 位置
キルヒフンデムの町は、南ザウアーラントのオルペ郡南東部に位置しており、ビルシュタイナー山地に含まれる。東はライン＝ヴェーザー分水帯の向こう側を流れるレスペ川、南はブラハトホイザー・ヘーエン森林山地、西はラールバッハー・ムルデ、北はフンデムグルントまでがキルヒフンデマー・ラントに含まれる。ロタール山地の主脈であるロタールカム上にこの町の最高地点のホーエ・ヘッセル (743.6 m) がある。この山はライン＝ヴェーザー分水帯をなしており、この山を越えた町の南部はライン川とジーク川の流域となる。キルヒフンデマー・ラントの排水は、オーバーフンデム近郊から湧出するフンデム川によっている。この川は北西に向かって流れレネ川に注ぐ。町内を流れるフンデム川の支流には、南から流れて来て、ハインスベルガー・バッハ川（クレンケルスバッハ川）を経てヴュルディングハウゼンでアルバウマー・バッハ川に注ぐマールメッケ川、下流に向かってブラハトハウザー・バッハ川、ヴィルメバッハ川、エムリンガーハウザー・バッハ川と呼ばれるフラペ川（フラパーバッハ川）、キルヒフンデム地区を流れるオルペ川がある。ハイトショット近郊でジルバーバッハ川（ジルベルガー・バッハ川）がオルペ川に注いでいる。これらの川の水はフンデム川、レネ川、ルール川を経てライン川に至る。ロタールカムの東に位置するレスペ地域の水はエーダー川とフルダ川を経てヴェーザー川に流れる。

### 町域の広がり
キルヒフンデムは、面積 147.9 km2 で、オルペ郡で最も広い町である。町域は南北 12 km、東西 22 km に広がっている。

### 隣接する市町村
キルヒフンデムは、オルペ郡東部に位置している。この町は、西はオルペ、北はレネシュタット（ともにオルペ郡）、東と南はバート・ベルレブルク、エルンテブリュック、ヒルヒェンバッハ、クロイツタール（以上いずれもジーゲン＝ヴィトゲンシュタイン郡）と境を接している。

### ジーガーラントおよびヴィトゲンシュタインとの境界
キルヒフンデム南側のジーゲン＝ヴィトゲンシュタイン郡との境界は、同時に様々な境界となっている: この町境は、東部ではライン水系とヴェーザー水系、市部ではジーク川とルール川との分水帯である。またこのラインは、ユールディンゲン線およびベンラート線の一部でもある。これは民族史上はザクセン人すなわち低地ドイツ語のザウアーラントと、モーゼル・フランケン方言のジーガーラントとの境界であり、文化的にはヘッセンのヴィトゲンシュタインとの境界を形成しており、さらには宗教の境界（南は福音主義が、北はカトリックが多数）でもある。歴史的には、北のケルン選帝侯ヴェストファーレン公領と南のナッサウ＝ジーゲン侯領およびヴィトゲンシュタイン＝ベルレブルク伯領とを分けてもいた。現在も、「ケルシェス・ヘック」と呼ばれる国境沿いの歴史的な境界石や城壁（国境城砦）が、これを示している。

### 自治体の構成
2009年12月28日のキルヒフンデムの基本条例によれば、この町は12のベツィルク（地区）に分けられる。各地区は、地区議会と地区長を選出している。
- ベツィルク1 - ハインスベルク
- ベツィルク2 - アルバウム
- ベツィルク3 - ヴュルディングハウゼン
- ベツィルク4 - キルヒフンデム、フラーペ、ヘルントロプ
- ベツィルク5 - ホーフオルペ
- ベツィルク6 - ベンオルペ
- ベツィルク7 - ヴェルシェン・エネスト
- ベツィルク8 - ラールバッハ、クルベルク
- ベツィルク9 - ジルベルク、ヴァルステ
- ベツィルク10 - ブラハトハウゼン、ヴィルメ、エムリングハウゼン
- ベツィルク11 - オーバーフンデム、シュヴァルトメッケ、ゼルベッケ、エルルホーフ、シュテルボルン
- ベツィルク12 - マールメッケ、リンゼッケ

### 気候
キルヒフンデムの市域は、温帯気候に位置している。平均最高気温に達するのは7月から8月で約 23 ℃、最低気温は1月または2月に観測される約 0 ℃である。その他の月および年間の値を以下の表に示す:
| キルヒフンデムの気候     | キルヒフンデムの気候 | キルヒフンデムの気候 | キルヒフンデムの気候 | キルヒフンデムの気候 | キルヒフンデムの気候 | キルヒフンデムの気候 | キルヒフンデムの気候 | キルヒフンデムの気候 | キルヒフンデムの気候 | キルヒフンデムの気候 | キルヒフンデムの気候 | キルヒフンデムの気候 | キルヒフンデムの気候 |
| 月                       | 1月                  | 2月                  | 3月                  | 4月                  | 5月                  | 6月                  | 7月                  | 8月                  | 9月                  | 10月                 | 11月                 | 12月                 | 年                   |
| ------------------------ | -------------------- | -------------------- | -------------------- | -------------------- | -------------------- | -------------------- | -------------------- | -------------------- | -------------------- | -------------------- | -------------------- | -------------------- | -------------------- |
| 最高気温記録 °C （°F）   | 12 (54)              | 15 (59)              | 21 (70)              | 26 (79)              | 30 (86)              | 33 (91)              | 34 (93)              | 35 (95)              | 28 (82)              | 24 (75)              | 16 (61)              | 12 (54)              | 35 (95)              |
| 平均最高気温 °C （°F）   | 2 (36)               | 3 (37)               | 8 (46)               | 13 (55)              | 17 (63)              | 20 (68)              | 22 (72)              | 22 (72)              | 17 (63)              | 12 (54)              | 6 (43)               | 3 (37)               | 12.1 (53.8)          |
| 平均最低気温 °C （°F）   | −3 (27)              | −3 (27)              | 0 (32)               | 4 (39)               | 8 (46)               | 10 (50)              | 13 (55)              | 12 (54)              | 10 (50)              | 6 (43)               | 1 (34)               | −2 (28)              | 4.7 (40.4)           |
| 最低気温記録 °C （°F）   | −23 (−9)             | −26 (−15)            | −17 (1)              | −10 (14)             | −4 (25)              | 3 (37)               | 4 (39)               | 5 (41)               | 1 (34)               | −9 (16)              | −15 (5)              | −27 (−17)            | −27 (−17)            |
| 降水量 mm （inch）       | 68 (2.68)            | 59 (2.32)            | 59 (2.32)            | 48 (1.89)            | 59 (2.32)            | 75 (2.95)            | 99 (3.9)             | 84 (3.31)            | 69 (2.72)            | 56 (2.2)             | 63 (2.48)            | 78 (3.07)            | 817 (32.16)          |
| 平均降雪日数 （≥0.2 cm） | 9                    | 7                    | 4                    | 0                    | 0                    | 0                    | 0                    | 0                    | 0                    | 1                    | 4                    | 8                    | 33                   |
| 出典：WetterKontor       |                      |                      |                      |                      |                      |                      |                      |                      |                      |                      |                      |                      |                      |

### 化石

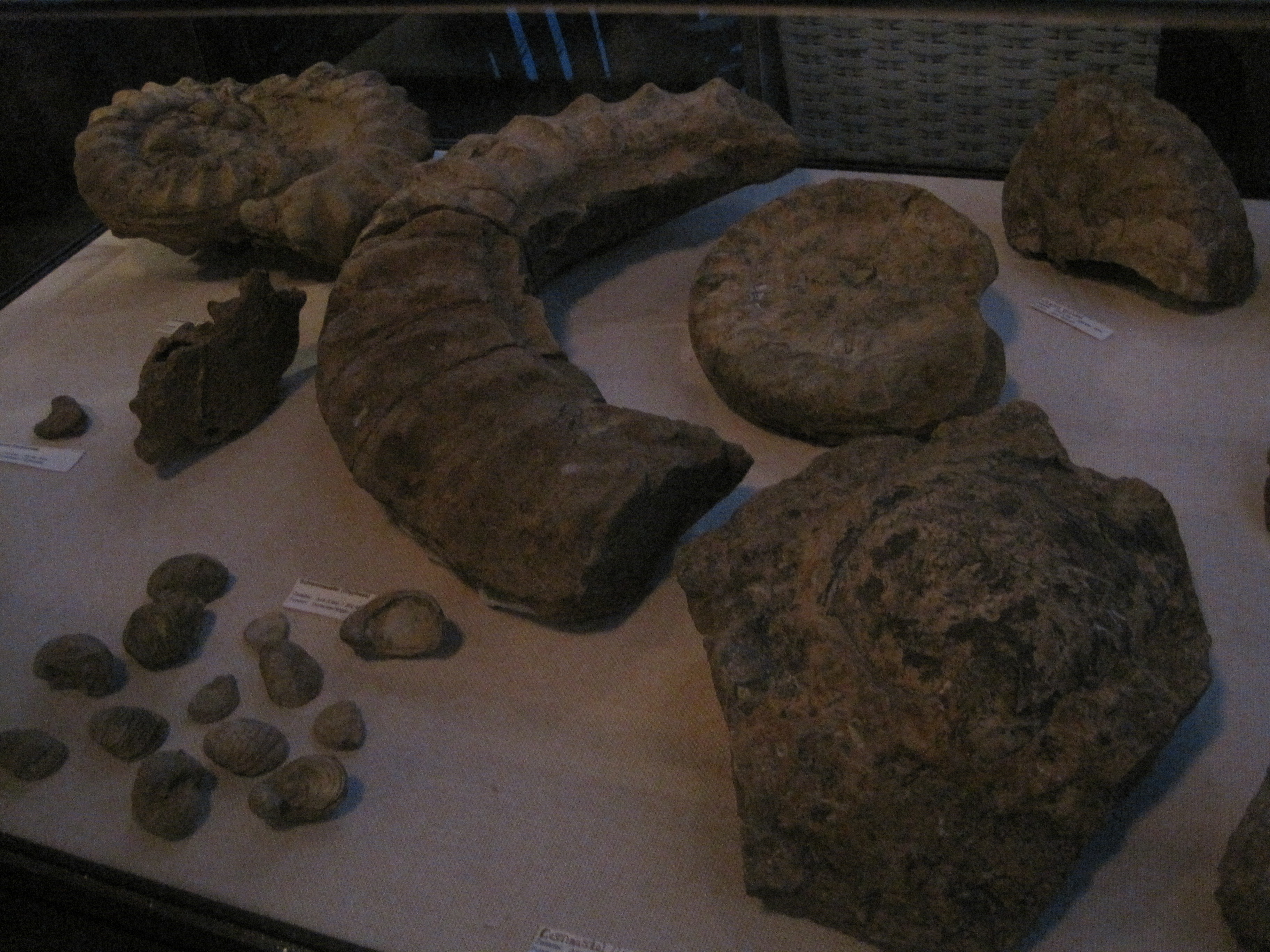
オーバーフンデムから出土した化石

キルヒフンデムの市域で、数多くの組織がデボン紀の化石を発掘している: 三葉虫、腕足動物、二枚貝、ウミユリの仲間が出土している。
発掘された三葉虫は、ファコピダ目に属す。

## 歴史
キルヒフンデムにあたる地域は、8世紀頃まで厚い広葉樹林に覆われていた。ブナが山や斜面を覆い、オーク、ニレ、カエデ、その他の樹木が谷を埋めていた。最初の入植は、キルヒフンデム近郊のアルテ・フェルト付近やオルペタールで始まったと推測されている。開墾や入植活動は、9世紀頃になされ、その後勢いを増し、13世紀になるまで続けられた。
フンデム地域に関する最初の記述である "curia nomine homede" は、1153年の皇帝フリードリヒ・バルバロッサの文書に見られる。しかしその真正性については、他の文書と同様に、議論が定まっていない。最も古い確かな証拠は、キルヒフンデム教区文書中の1249年の文書である。この文書は、フォークト（代官）のヴィデキント・フォン・フンデムおよびその他の人々が、フンデム（キルヒフンデムの中世の名称）にマルガレーテの祭壇を委ねることを許可するための条件を定めたものである。
2番目に古い集落として1270年にヴュルディングハウゼンが記録された後、わずか数年遅れの1279年にベッティングホーフ、ベーミングハウゼン、エムリングハウゼン、フラーペが記録されている。続く2世紀の間に、現在の町域のほぼすべての集落が史料に登場する。しかし、後に再び放棄された集落も数多くあった。

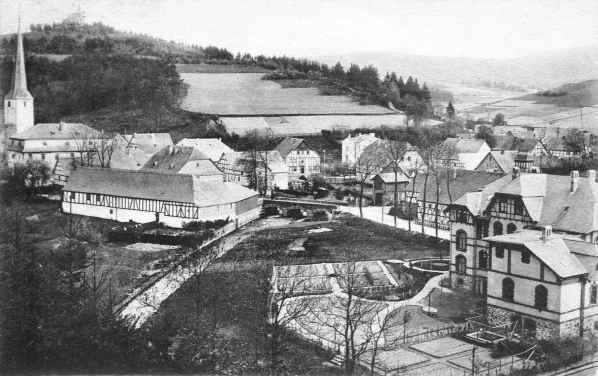
1850年頃のキルヒフンデム

町域は初め貴族領主のフォン・ゲフォーレ＝ビルシュタイン家に属した。ヨハン2世フォン・ビルシュタインは早くも1350年頃に領主権をアルンスベルク伯ゴットフリート4世に譲渡した。1363年のゴットフリートの死後、ビルシュタイン地域における領主権は保全されず、この地域はマルク伯エンゲルベルト3世の所領となった。ゾーストのフェーデによってキルヒフンデムの地域を含むビルシュタイン地方は、1445年にケルン大司教の所領となった、ケルン選帝侯による支配は1802年/1803年の世俗化で終了した。この際、旧ヴェストファーレン公領はヘッセン＝ダルムシュタット方伯領となった。中世末期から350年間続いたザウアーラント南部の教会支配が終焉し、多くの改革が始まった。ナポレオン1世失脚後、1816年から数年間ヘッセン大公ルートヴィヒ1世がこの地を治めたが、その後プロイセンに譲渡された。この地域は新たに創設されたプロイセンのヴェストファーレン州に編入された。プロイセン統治下で再び改革が行われ、1843年のラントゲマインデ法発効により、現在のキルヒフンデム町の前身にあたるアムト・キルヒフンデムが設けられた。
1920年代末の経済危機の際、ボランティア労働サービスの、いわゆる緊急失業救済事業によって数多くの失業者が職を得た。国家社会主義者の権力掌握後、国家労働奉仕団 (RAD) が結成された。キルヒフンデムには「7/209 キルヒフンデム隊」という名称のヴェストファーレン南部国家労働奉仕団の収容施設が設けられた。ここには主に外国人労働者が収容された。その後国家労働奉仕団と地元のカトリック聖職者との間で対立が生じた。1935年5月1日にキルヒフンデム住民がパトロール中の国家労働奉仕団員を（もしかしたら過剰防衛で）射殺した事件は、党や役所にとってはキルヒフンデムの代理司祭ハインリヒ・ルピーパーに措置を講じる口実を得る歓迎すべき機会となった。射殺犯は謀殺で起訴されたが、最終的には単なる故殺として判決が下された。ルピーパー代理司祭もこれに関与したとして逮捕された。彼は、射殺犯が国家労働奉仕団に対して事件を起こすように扇動したとして批判された。検察庁は彼を「思想的指導者として」「暗殺」に共同責任があると批判した。1935年12月11日と13日のドルトムント特別裁判所の裁判でルピーパー代理司祭は、陰謀法に抵触したとして懲役4年の判決を受けた。さらに同じく政治的動機に基づき訴訟によってパーダーボルン地方裁判所は代理司祭に対して3年7か月の懲役を科した。ドルトムント特別裁判所の判決と併せて彼は懲役7年、公民権剥奪5年の刑を受けることとなった。服役後ルピーパー代理司祭はダッハウ強制収容所へ送られ、アメリカ軍によって解放されるまでここに収監されていた。
現在のキルヒフンデムの町域における第二次世界大戦の戦闘は、アメリカ軍の進軍によって1945年4月8日から9日に終結した。戦争の結果、125人の民間人と 466人の兵士が死亡し、36人の民間人と 353人の国防軍関係者が行方不明となった。
現在のキルヒフンデムの町域は、1969年7月1日の自治体新設によって形成された。町域には、かつてアムト・キルヒフンデムに属していた町村のハインスベルク、コールハーゲン、オーバーフンデム、旧キルヒフンデムの一部、および旧アムト・ビルシュタインからラールバッハ（ファーレンシャイト地区を除く）とベンオルペが含まれる。

## 住民

### 宗教
歴史上、長い間ケルン大司教の所領に帰属していたことから、キルヒフンデムではカトリックが主流である。すぐ隣に福音主義が主体のジーガーラントが位置しているにもかかわらず、過去にはほんのわずかな福音主義信者が住むだけであった。宗派の混在は第二次世界大戦後の住民移動によって初めて起こった。
Zensus 2011 の結果によれば、カトリック信者は 76.7 %、福音主義信者は 11.2 %、その他の宗教の信者および無宗教は 12.2 % であった。。

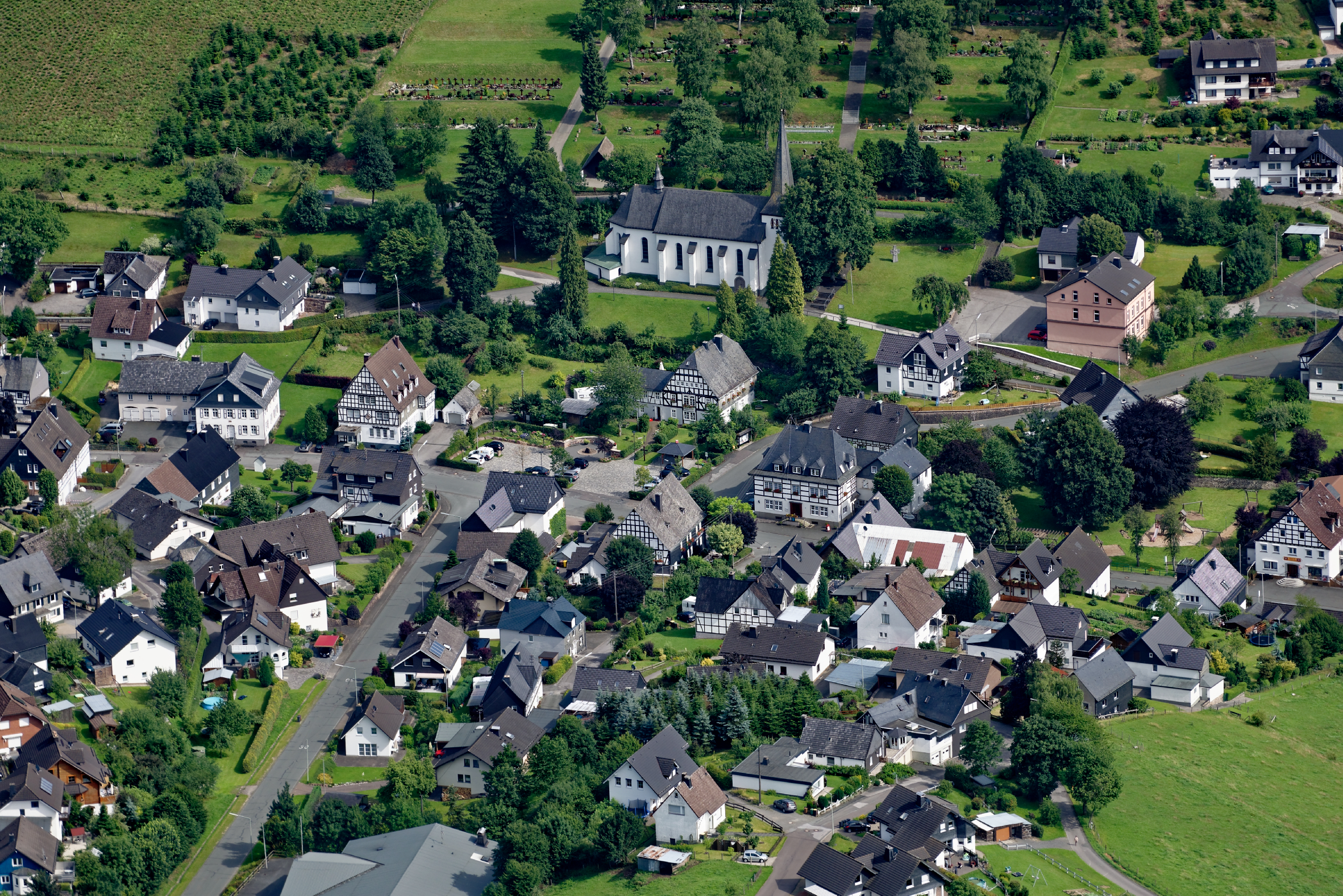
オーバーフンデムの教会と集落

#### カトリック
町域内には12のカトリック教会組織がある: アルバウム、ベンオルペ、ハインスベルク、ホーフオルペ、キルヒフンデム、コールハーゲン、マールメッケ、オーバーフンデム、ラールバッハ、ジルベルク、ヴェルシェン＝エネスト、ヴュルディングハウゼン。最も古い教区であるキルヒフンデム、オーバーフンデム、ラールバッハの教会組織は遅くとも13世紀から存在している。キルヒフンデムの教会から17世紀にハインスベルク（1628年）とコールハーゲン（1655年）が独立した教区として分離された。
司祭や資金の不足から最近では独立した教区が新設されることはなかった。その代わり、複数の教区が共同で運営する、いわゆる司牧連合が形成された。アルバウム、ハインスベルク、ホーフオルペ、キルヒフンデム、マールメッケ、オーバーフンデム、ヴュルディングハウゼン教区はフンデムタール司牧連合を、ベンオルペ、コールハーゲン、ラールバッハ、ジルベルク、ヴェルシェン＝エネスト教区はアム・ケルシェン・ヘック司牧連合を形成した。
2013年1月1日にフンデムタール司牧連合とアム・ケルシェン・ヘック司牧連合は、キルヒフンデム司牧地域を形成した。これは町域全体を包含する。

#### 福音主義
キルヒフンデム町内の福音主義信者は、大部分がレネシュタット＝キルヒフンデム教会に、小部分（クルベルク、ラールバッハ、ヴェルシェン・エネスト）がクロムバッハ教会に属している。ヴュルディングハウゼンにはキルヒフンデム町内で唯一の福音主義の教会堂であるエマウス教会がある。

### 人口推移
1969年にキルヒフンデムが成立した際の人口は12,203人であった。その後わずかに増加して、1974年の人口は12,742人となった。このレベルは1980年代半ばまでおおむね一定であった。1990年12月31日の高値は、東欧ブロックの解放と移動に関連していると思われる。その後人口は13,000人付近を行き来した。しかし2004年から顕著に減少した。それまで13,000人を超えていた人口は、この後2014年12月31日の11,686人まで継続的に減少している。中近東からの難民危機によって人口は2015年に再び増加し、同年12月31日現在の人口は12,103人である。

キルヒフンデムの人口推移

## 行政

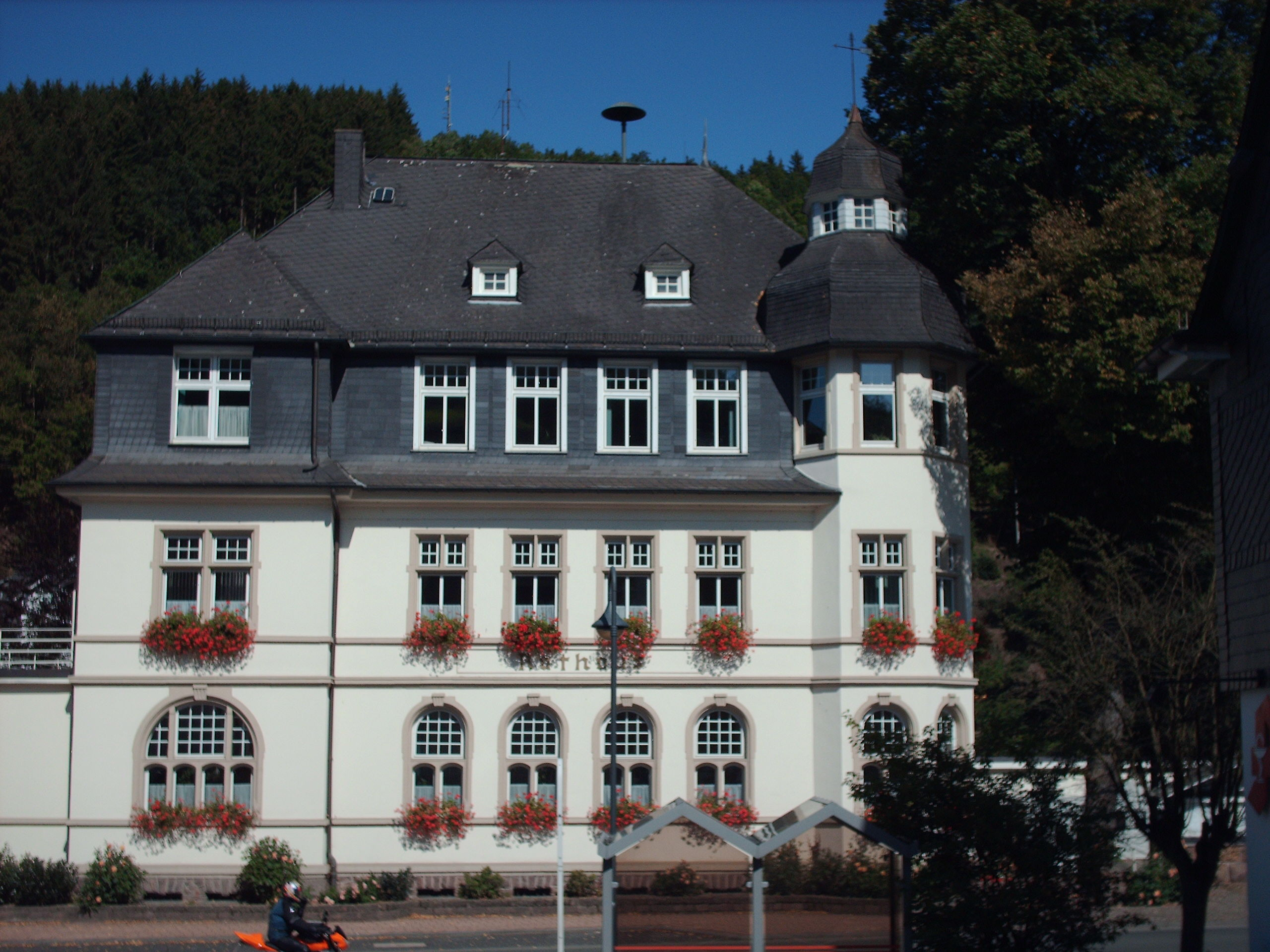
キルヒフンデムの町役場

### 議会
キルヒフンデムの町議会は、26議席からなる。

### 首長
2014年6月から無所属のアンドレアス・ライネリーがキルヒフンデムの町長を務めている。彼は、2014年の町長選挙で副町長のトビアス・ミデルホフ (CDU) と決選投票となった。ミデルホフは、2013年末に前町長ミヒャエル・グロベルが辞任したことに伴い、2014年3月から6月までその任務を引き継いでいた。
名誉職の町長
- 1969年 - 1994年: カール＝ヨーゼフ・ルスター＝ハゲナイ
- 1994年 - 1999年: エルマー・グライテン

ゲマインデディレクトール
- 1969年 - 1982年: フランツ＝ヨーゼフ・ハックマン
- 1982年 - 1992年: ルドルフ・ランゲ
- 1993年 - 1999年: ハンス＝アドルフ・ベンダー

専任の町長
- 1999年 - 2004年: エルマー・グライテン (CDU)
- 2004年 - 2013年: ミヒャエル・グロベル（SPD、2009年の選挙では対立候補がなかった）[24][22]
- 2013年 - 2014年（暫定委託）: トビアス・ミデルホフ (CDU)[22]
- 2014年以降: アンドレアス・ライネリー（無所属）[21]

### 紋章
キルヒフンデムの紋章は1972年2月24日に認可された。
図柄: 黒地に、5つの枝分かれした先端を持つ金色のシカの角が2本交差して配置されている。その周囲は9つの平たい金色の四角形で囲まれている。四角形の間に直立した金色のオオカミの鈎が描かれている。
この紋章はかつてのアムト・キルヒフンデムの紋章を引き継いだものである。四角形は、フンデム騎士家の紋章と関連付けられる。シカの角は、キルヒフンデマー・ラントがアカシカの多い土地であることを示し、オオカミの鈎はこの町の農業主体としたキャラクターを表している。

### 姉妹自治体

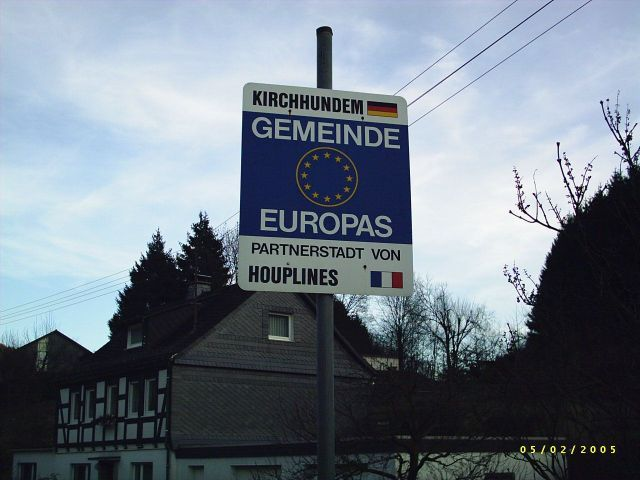
ウプリーヌとの姉妹自治体関係を示す標識

- ウプリーヌ（フランス語版、英語版）（フランス、ノール県）1989年[27]

この姉妹自治体は、フランス北東部のリール近郊に位置している。キルヒフンデムとウプリーヌとの接触は、特にクラブレベルで行われている。2006年11月にキルヒフンデム町議会議員がウプリーヌを訪問した際、両自治体の首長によって、住宅地レジデンス・キルヒフンデムが落成された。姉妹自治体の関係強化のためにウプリーヌ友好協会が設立された。

## 文化と見所

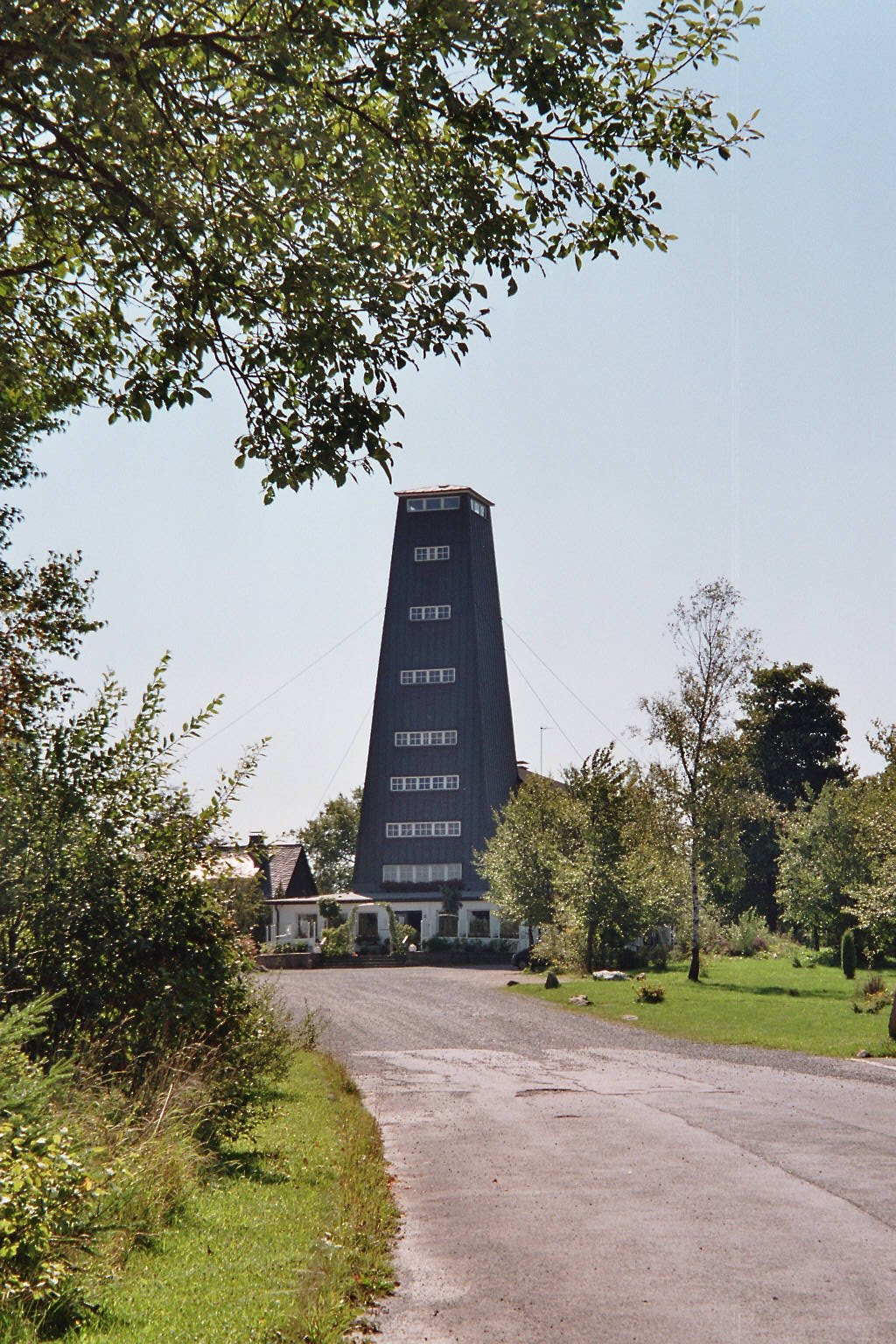
ライン＝ヴェーザー塔

キルヒフンデムは、ブリーロンからディレンブルクに至るロタールシュタイク沿いの立地により、特にハイカーに人気のレジャー地である。ロタールシュタイクの他に、町境沿いに長さ約 90 km のキルヒフンデマー周回遊歩道がある。人気のハイキングの目的地は、オーバーフンデム近郊のライン＝ヴェーザー塔で、ここからはザウアーラント南部が一望できる。
オーバーフンデムにはバロック様式の水城であるアドルフスブルク城や、冬でも楽しめるレジャーパーク「パノラマ＝パルク・ザウアーラント」がある。後者から無料の猟獣園エリアに行くことができる。

### 自然文化財
生物学ステーション・イニシアティブ・オーバーフンデム e.V. は自然保護活動を行っている。この団体は学校を支援し、展示会を催行し、クアパルクのエコロジカルな改造に助言を与えている。この団体は解散した。

### 演劇
- アマチュア演劇グループ「テアターフェライン・オーバーフンデム」は毎年クリスマスシーズンにオーバーフンデムの集会ホールで方言による作品を上演している[29]。
- キルヒフンデム町は、フンデム＝レネ文化協会 e.V. のサービス提供地域に位置している。この団体は通常レネシュタット＝メゲンの教育学センターでレベルの高い劇場・コンサートプログラムを提供している[30]。

### 美術館・博物館

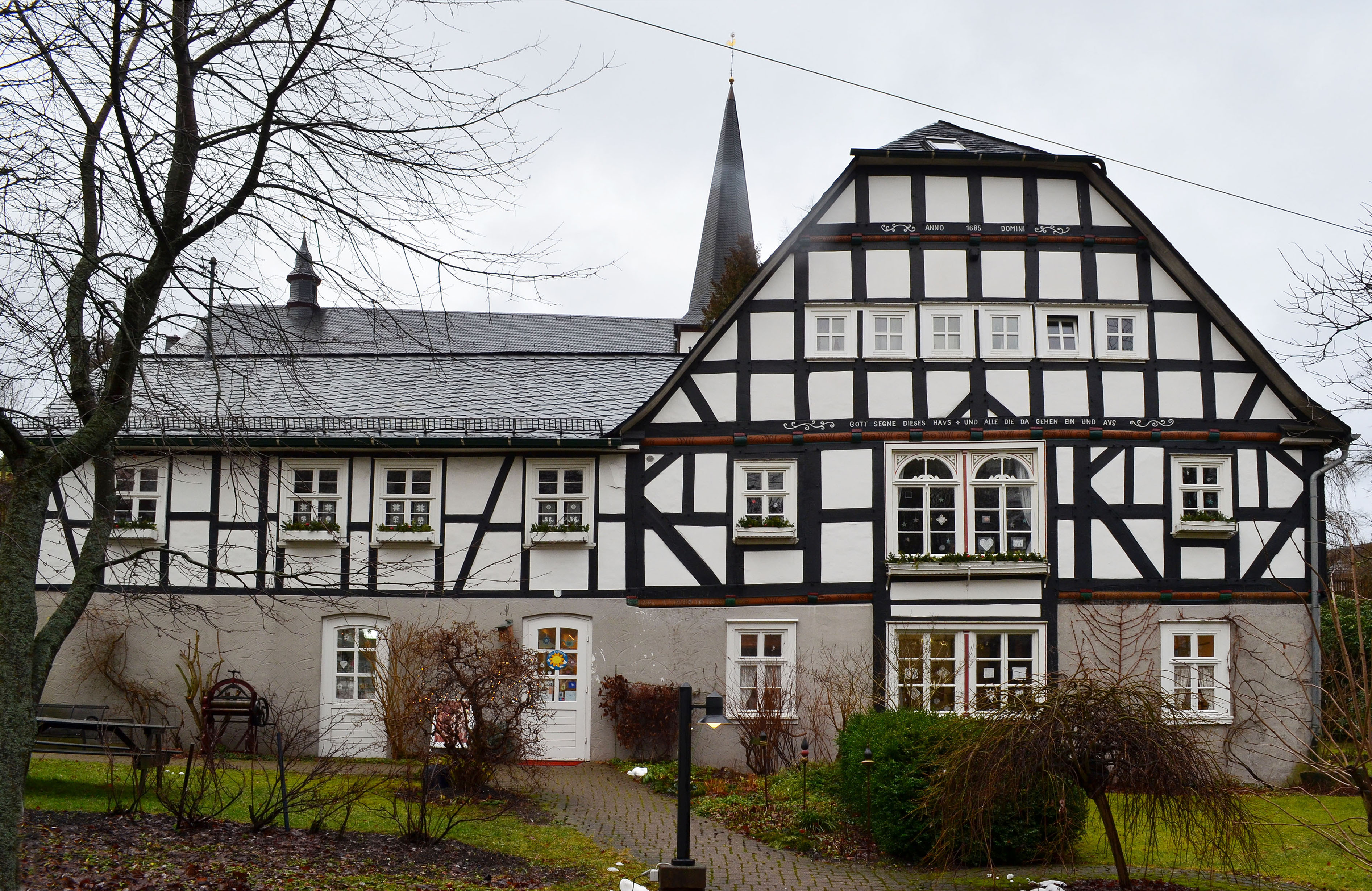
オーバーフンデム刺繍美術館

- オーバーフンデム刺繍美術館は、300年以上前の歴史的な旧司祭館に年世紀も前からの刺繍作品を展示している[31][32]。
- 2009年6月18日、ジルベルクの文化財建造物である旧シュラベン・ホーフの主館内に郷土博物館がオープンした。この博物館は、手工業、農業、鉱業をテーマに展示を行っている[33][34]。

### 記念碑
ナチス時代の3人の安楽死犠牲者のために、2011年10月にアルバウムの村の広場に芸術家グンター・デムニヒによってストルパーシュタイン（躓きの石）が埋設された。さらに2015年12月10日に、キルヒフンデムの町役場前にナチ裁判の犠牲者1人のためにもう1基のストルパーシュタインが設けられた。
この他にもそれぞれの村落に第一次世界大戦および第二次世界大戦の死者・行方不明者のための追悼碑が建立されている。キルヒフンデム町の文化財リストには、グレーヴェンブリュックの彫刻家フランツ・ベルケが制作したキルヒフンデムとコールハーゲンの栄誉碑が記載されている。コールハーゲンの栄誉碑は、1923年から1924年に、「聖母の訪問」教区・巡礼教会の周囲に設けられた「十字架の道行き」の第14留「キリストの墓」として建立されたものである。
この他にアルバウム、ハインスベルク、ホーフオルペ、マールメッケ、オーバーフンデム、ラールバッハ、ヴァルステ、ヴェルシェン・エネスト、ヴュルディングハウゼンに記念碑がある。
記念碑は、毎年射撃祭や国民哀悼の日に、第一次・第二次世界大戦の死者・行方不明者を思い起こさせる。

### 音楽
町内には、16組の合唱団、5組の音楽クラブ、2組の金管アンサンブル、多くの現代的な音楽グループが存在する。
歴史的なオルガン:

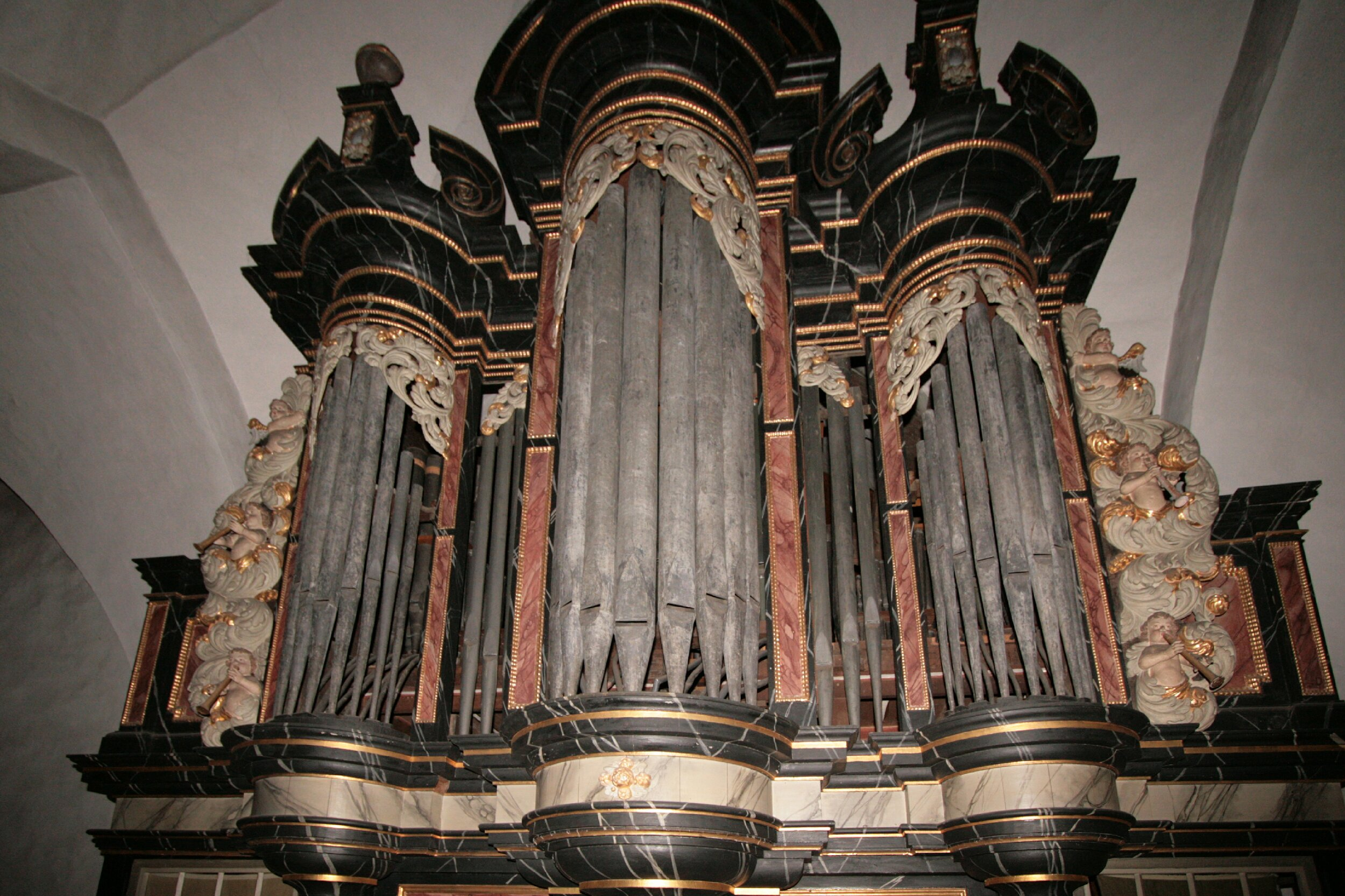
聖ペーターおよびパウル教会のオルガン前面管

- ブラハトハウゼン、ニコラウス礼拝堂、1700年頃の歴史的なオルガンプロスペクト（前面管）。このオルガンの来歴は明らかでないが、おそらくラインラントのデューレンからもたらされた[36]。
- キルヒフンデム、聖ペーターおよびパウル教区教会、1701年にビーレフェルトのオルガン制作者ペーター・ハインリヒ・ヴァーレンホルトによって造られたバロック・オルガン。1814年にクリスティアン・ローツェルによって根本的な改造がなされた。アッテンドルンの彫刻家ヨハン・ザッセが彫刻を施し、ネトフェンの家具職人ヨハン・フィーゲナーが製作したバロック様式の躯体が特徴である[37]。この楽器は、13ストップ、1段鍵盤と、足鍵盤を持つ。
- コールハーゲン、「聖母の訪問」教区・巡礼教会、1745年製のバロック・オルガン、おそらくエッケンハーゲンのヨハン・ハインリヒ・クライネが製作した。19世紀の初めにストップの配置様式が変更され、元々躯体の裏側にあった演奏台が北の側部に移された。増設部分はおそらく同じ時期のものである[38]。
- オーバーフンデム、聖ラムベルトゥス教区教会、ルネサンス・オルガン、1650年にシュトックム/ザウアーラントの教区教会のために製作され、1811年にオーバーフンデムに移築された。このオルガンは何度も改造が加えられ、1772年に49音の風箱が拡張され、1811年にオルガン制作者ゲルハルト・ノールによって5音の追加風箱、4ストップの独立した足鍵盤が増設された。1907年にはハーゲンのゲルハルト・ペーケルによってストップの配置様式の変更や、気導管を持つ4つのストップの追加機能が増設された[39]。
- ラールバッハ、聖ディオニシウス教区教会、1700年から1701年のオルガン製作者ルームによるバロック・オルガン。1835年にクリスティアン・レッツェルによっていくつかのストップが取り外され、あるいは変更される大規模な改造がなされた。この他に演奏台が楽器の南側面に移された[40]。リューベックのケムパー社による1953年の最も大きな改造を含め何度も変更がなされた後、1992年に文化財保護の観点から大規模な修復が行われた[41]。

### 建築

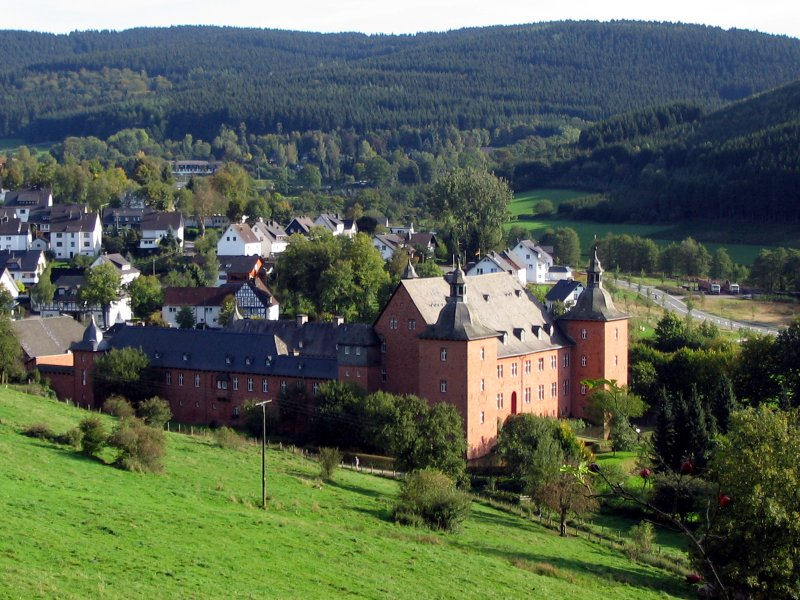
アドルフスブルク城

キルヒフンデム町の文化財リストには、2018年現在97件の建造物が登録されている。その中には、アルバウム、ベンオルペ、ハインスベルク、キルヒフンデム、コールハーゲン、オーバーフンデム、ラールバッハ、ヴェルシェン・エネストの教区教会およびブラハトハウゼン、エムリングハウゼン、クルベルク、ゼルベッケの礼拝堂が含まれている。キルヒフンデム近郊のグート・ファスバッハの私有礼拝堂も建造文化財に登録されている。最も傑出した建造文化財の1つが1670年代に建設されたオーバーフンデム近郊のアドルフスブルク城である。キルヒフンデム地区の重要な建造物には、1903年から1905年にユーゲントシュティールの様式で建設された町役場やいくつかの木組み建築がある。キルヒフンデムのハイトミッケ高架橋、キルヒフンデム＝フラーペ駅の駅舎、ハインスベルク近郊クレンケルタールの水道橋、大部分が現在のキルヒフンデム町内を通っていた旧鉄道アルテンフンデム - ビルケルバッハ線の遺構であるハインスベルガー・トンネルの入り口もある。この町の象徴的建造物は、ライン川水系とヴェーザー川水系との分水嶺に1932年に建設された展望塔ライン＝ヴェーザー塔である。
- アルバウムの教会
- ベンオルペの聖エリーザベト教会
- ハインスベルクの聖カタリナ教会
- ブラハトハウゼンの聖ニコラウス礼拝堂
- エムリングハウゼンの聖ラウレンティウス礼拝堂
- コールハーゲンの巡礼教会
- クルベルクの聖アントニウス礼拝堂
- ゼルベックの礼拝堂
- ファスバッハの礼拝堂
- 木組み建築の一例

#### 聖ペーターおよびパウル教会

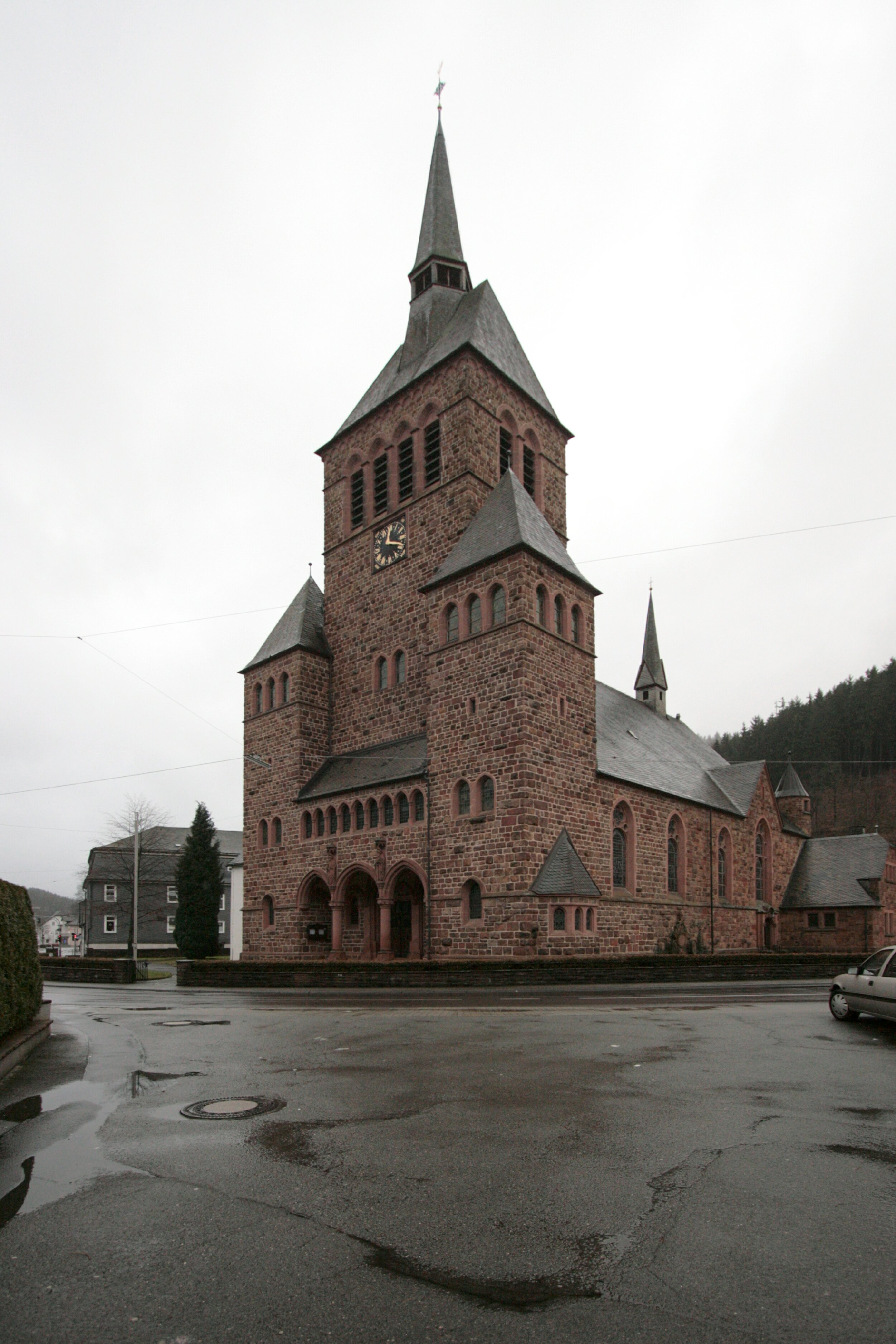
キルヒフンデムの聖ペーターおよびパウル教会

ヴォルムバッハの母教会から分離されたビルシュタイン領の東部で最も古い教会区は、早くも1261年に「フンデム」の私有教会として記録されている。古い先代の教会堂から2区画と塔の下層部が遺されている。その礎石によれば1340年と1470年に設置されたものである。
1701年から1702年に、アッテンドルフのザッセ彫刻工房で彫刻を施された古いオルガンが設置された。この教会には、この他に1940年にパーダーボルンのファイト社で作製された後期ロマン派音楽に最適化されたオルガンがある。
現在のネオゴシック様式の教区教会は、建築家ヨーゼフ・ブーフクレーマーの設計に基づき、フェルデの建設会社アントン・ズンダー＝プラスマンによって第一次世界大戦中の1915年から1917年に古いロマネスク教会を横切る形で建造された。

### 公園
キルヒフンデム町は、エッベ山地自然公園とロタール山地自然公園内に位置している。

### 自然保護地区
キルヒフンデム町内には以下の自然保護地区がある: アルバウマー・クリッペン、ダンツプラッツ、ドレンブルーフ、ハーベルク、ハルト、キーレンベルク、クレーエンプフルール、クレンケルタール、シュヴァルツバッハタール、ゼレンブルーフ、シュテルボルナー・クリッペン、フォアシュパナイヘ、トイフェルスブルーフ。ほとんどの自然保護地区ではビャクシンの荒れ地が保存されている。ゼレンブルーフ自然保護地区にはレガリスゼンマイが多く生育している。アルバウマー・クリッペンには、岩の割れ目に保護すべき植生を持つシリカの岩石があり、谷間の森やオークが豊かな斜面の森に囲まれている。シュテルボルナー・クリッペンは、凝灰岩、岩の割れ目に保護すべき植生を持つシリカの岩石、および一部が礫のかたまりで分断されたブナとオークの森で構成されている。いくつかの地区の保護措置は、ヒルヒェンバッハのヴィルヘルム・ミュンカーの主導に起因する。
- アルバウマー・クリッペン自然保護区
- ドレンブルーフ自然保護区
- シュヴァルツバッハタール自然保護区

### スポーツ
様々なスポーツ活動のために、町内には数多くのクラブが設立されている。
アルバウム、ブラハトハウゼン、ハインスベルク、キルヒフンデム、オーバーフンデム、ラールバッハに人工芝の広場が設けられている。体育館は、キルヒフンデム町立本課程学校（ドライファッハトゥルンハレ）と、ハインスベルク、キルヒフンデム、オーバーフンデム、ヴェルシェン・エネストの基礎課程学校にある。TuS ジルベルク＝ファルステ e.V. はジルベルクに体育館を有している。キルヒフンデム町立本課程学校には陸上競技施設があり、TC ロート＝ヴァイス・キルヒフンデムはテニス施設を有している。
ライン＝ヴェーザー塔周辺には、冬になるとスキーのための数多くのロイペやリフトが設けられる。2003年以降こうしたウィンタースポーツ施設は、当時設立されたヴィンターシュポルト＝アレーナ・ザウアーラントに属している。

### 年中行事
キルヒフンデムの年中行事には、すべての地区で毎年開催される射撃祭が含まれる。
キルヒフンデム=ジルベルクでは、毎年5月1日にグローサー・ジルベルクシュトーネが開催されている。このイベントは、ヨーロッパ中で行われるようになったボビーカー・レースの起源である。

## 経済と社会資本

### 交通

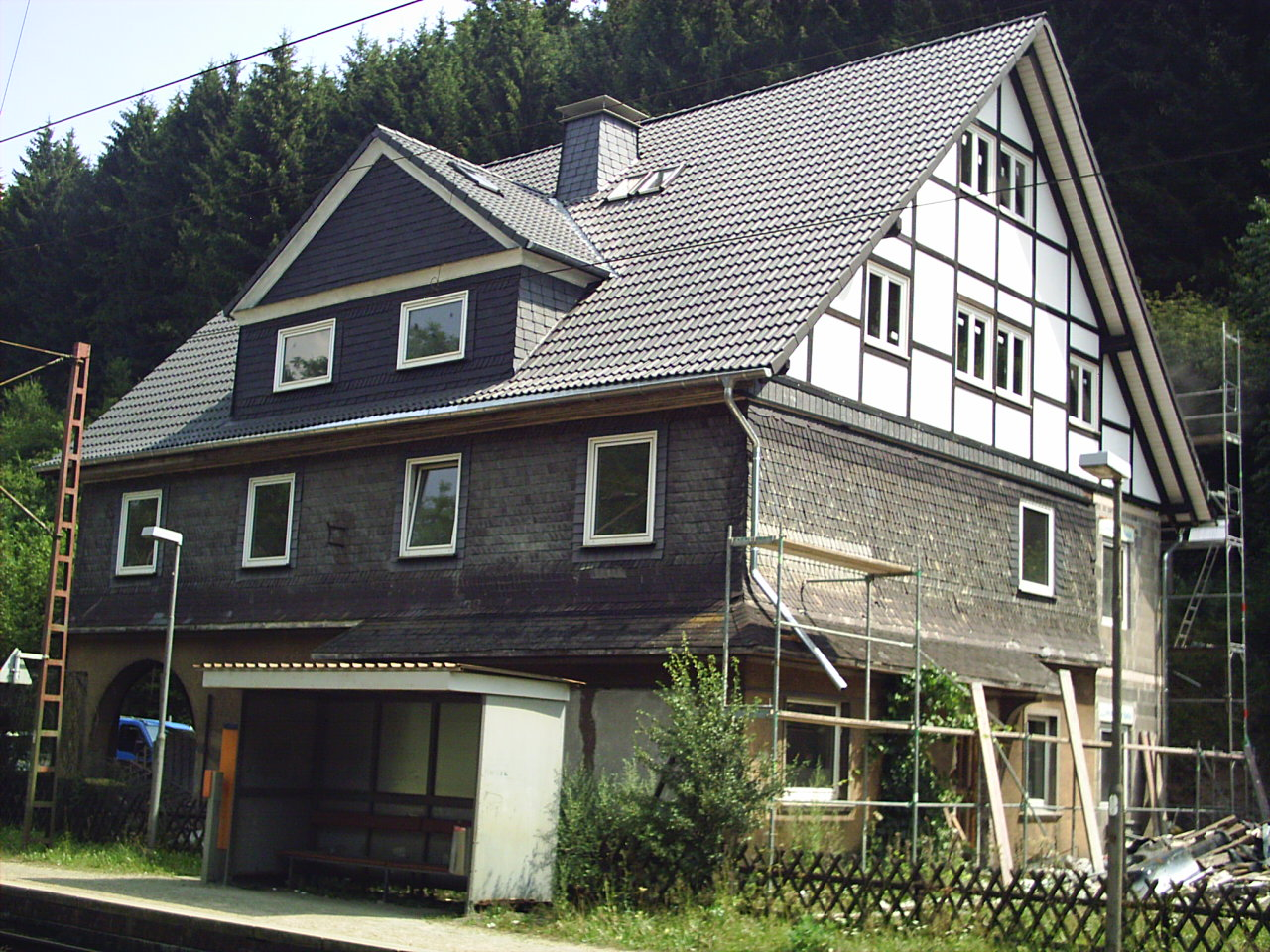
キルヒフンデム駅

キルヒフンデムは、ハーゲンからジーゲンに至る鉄道ルール＝ジーク線のキルヒフンデム駅とヴェルシェン・エネスト駅を有している。この他に VWS および BRS のバス路線がレネシュタット、オルペ、ヒルヒェンバッハへ運行している。2012年6月以降は、週に2回町民バスがキルヒフンデムとアルテンフンデムとの間、およびラールバッハのホーフオルペ・インス・タールに運行している。
連邦道 B517号線はクロイツタールから来て、ラールバッハの南でキルヒフンデムの町域に入り、キルヒフンデム地区近郊のレネシュタットとの町境からこの町を離れてゆく。キルヒフンデムでこの道路から州道 L553号線が分岐している。この州道はリュスペ近郊からこの町を離れ、バート・ベルレブルクおよびさらにハッツフェルト (エーダー) へ向かう。L553号線からキルヒフンデムで L728号線が、ヴュルディングハウゼンで L713号線が分岐する。これらの道路はフラーペ川やアルバウマー・バッハ川の谷を通って、南北方向の交通路となっている。両州道はキルヒフンデム町をジーゲン＝ヴィトゲンシュタイン郡のヒルヒェンバッハとを結んでいる。ヴェルシェン・エネストでオルペへ向かう州道 L711号線がB517号線から分岐する。さらに町内全域を町道や郡道が結んでいる。重要な郡道には、クルベルク付近で L711号線から分岐してホーエンヴァルト（オルペ市）付近で連邦道 B55線に接続する K18号線がある。L711号線と K18号線で B55号線と結ばれている B517号線は、オルペ近郊でアウトバーン A45号線に、クロイツタールおよびオルペで A4号線に接続するアクセス道路である。

### メディア
キルヒフンデムでは、「ヴェストファーレンポスト」と「ヴェスフェリシェ・ルントシャウ」が日刊紙として刊行されている。この他に水曜日と日曜日に広報紙「ザウアーラントクリーア」および「ザウアーレンダー・ヴォーヒェンアンツァイガー」が発行されている。
キルヒフンデムは、西部ドイツ放送 (WDR) ジーゲン・スタジオの管轄地域である。ルール地方を除くアルンスベルク行政管区のニュースは WDR 2 レギオナル（ナハリヒテン・フュア・ジュートヴェストファーレン）と WDR テレビのロカールツァイト・ジュートヴェストファーレンで放送される。

### 公共機関
キルヒフンデム町は、キルヒフンデム地区に町役場を有している。住民の受付窓口はその1階に設けられたビュルガービューロである。キルヒフンデム町内には、町役場での結婚式の他に、町内の様々な場所に結婚式場での結婚に対応する戸籍役場がある。医療に関しては、住民は隣接するレネシュタットやオルペの病院を頼りにしている。さらに、ジーゲンには小児医療に対応する病院がある。アルバウムは NRWの自然・環境・習俗保護局の所在地である。この町は、財務行政に関してはオルペ税務署の、司法に関してはレネシュタット区裁判所の管轄である。

### 企業

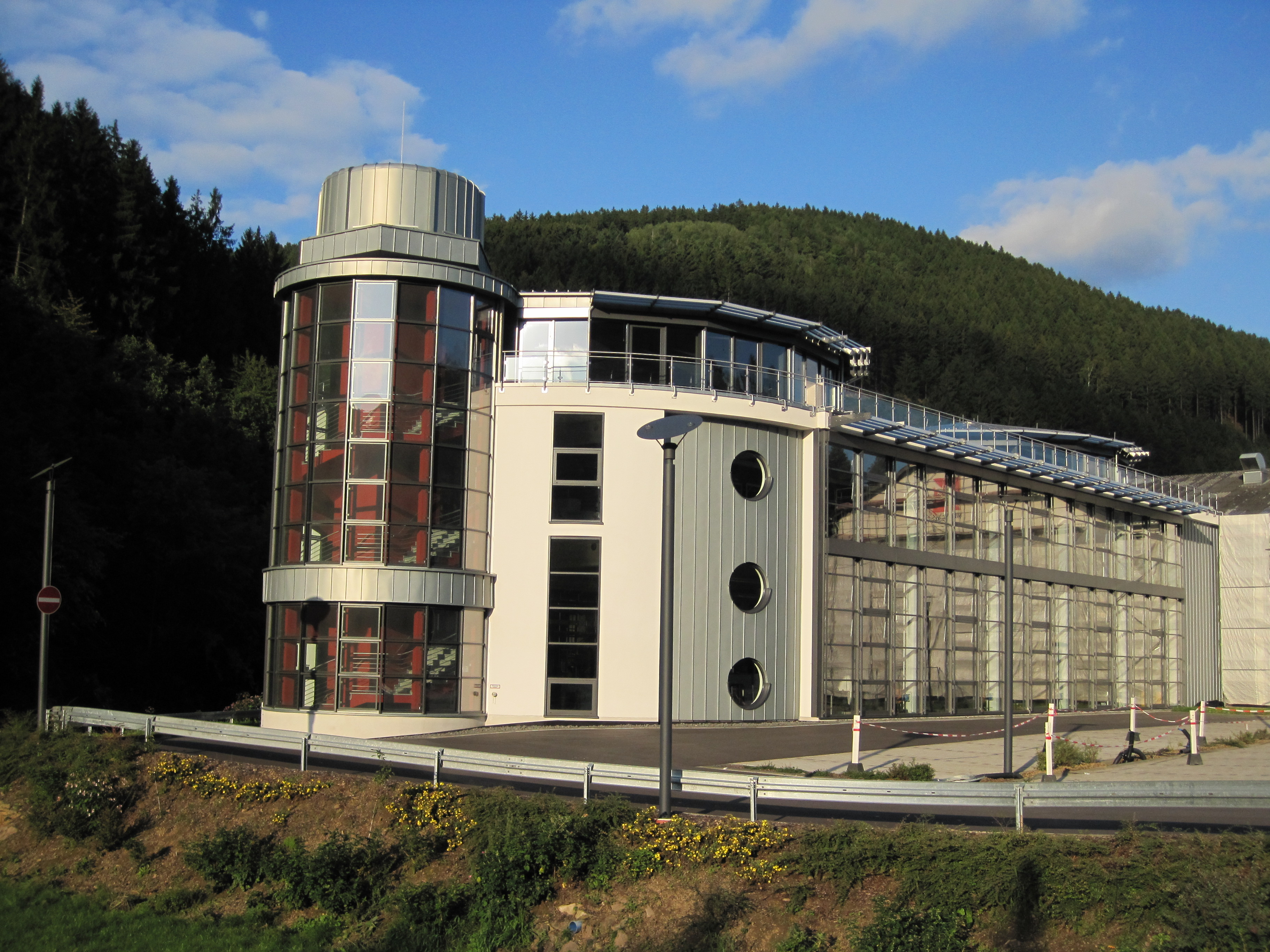
メネケスの本社社屋

キルヒフンデムの経済は、製造業 約 55 %、商業および運輸業 18 %、農林水産業 11 %、その他の産業 16 % で構成されている。製造業に対しては、ヴェルシェン・エネストおよびヴュルディングハウゼンに産業地区が開発されている。いくつかの企業がこの分野で重要性を担っている。たとえば、キルヒフンデム地区にあるメネケス電子技術 GmbH & Co. などである。この会社は先進的で、世界中で活動している。EU標準と定義された電気自動車用プラグシステムの開発によって2013年初めに大きな成功を達成した。キルヒフンデム町内の他の企業は、自動車部品、電気産業、金属加工分野に従事している。ホーフオルペ地区にはゲブリューダー・グリューネヴァルト製紙工場がある。この町の森の豊かさを背景に、多くの林業学校や木材加工業者がる。ヴェルシェン・エネスト産業地区には、南ヴェストファーレン地域全域に販売店を有するヘッセ・パンの大規模な工場がある。
購買力のかなりの部分が町外に流れ出る。ジーゲン商工会が調査した小売り中心性に関するデータ（1人あたりの、小売店購買力に対する小売売り上げ高の比）によれば、2016年のキルヒフンデムにおけるこの値は 43.0 であり、購買力の半分をかなり上回る部分が失われていることを示している。こうしたこの町にとって不利な状況で利益を得ているのは、レネシュタット (100.9) と オルペ (126.9) であろう。

### 教育

#### 幼稚園
キルヒフンデム町内には、いくつかの地区に幼稚園がある。ホーフオルペ、キルヒフンデム、オーバーフンデム、ヴェルシェン・エネストの幼稚園の運営母体はカトリック教会である。ブラハトハウゼン、ハインスベルク、ヴュルディングハウゼンおよびヴェルシェン・エネストのモンテッソーリ幼稚園の運営母体は父母会である。

#### 基礎課程学校
人口推移に基づき、近年キルヒフンデム町内のブラハトハウゼン、オーバーフンデム、ヴュルディングハウゼンの基礎課程学校が廃校となった。現在は、カトリック系の基礎課程学校がハインスベルク、キルヒフンデム、ヴェルシェン・エネストにある。ヴェルシェン・エネストの基礎課程学校は、宗派を問わない共同基礎課程学校に改編される予定である。

#### 本課程学校
キルヒフンデム・ゲマインシャフツハウプトシューレ（宗派を問わない共同本課程学校）は、1969年/70年の学期に開校した。現在も使われている校舎は1974年に建設された。この本課程学校は4階建ての体育館と講堂を有しており、学校外のイベントにも利用されている。本課程学校は将来、レネシュタット＝キルヒフンデム・ゼクンダーシューレとして統合される予定である。

#### 実科学校とギムナジウム
キルヒフンデム町内には実科学校やギムナジウムが存在しない。実科学校やギムナジウムの生徒は隣接するレネシュタットやオルペへ進学することになる。

#### ゼクンダーシューレ
2014年/15年の学期からレネシュタット市とキルヒフンデム町共同のゼクンダーシューレが開校した。この新しいゼクンダーシューレは、かつてのメゲン本課程学校、キルヒフンデム本課程学校、メゲン実科学校に替わるもので、これらの学校は廃止された。

#### 大学
キルヒフンデムは、ジーゲン大学の通学圏である。

#### 音楽学校
レネシュタット＝キルヒフンデム音楽学校は、自治体間共同事業の枠組みで運営されている。この音楽学校の専門科には、吹奏楽器、弦楽器、打楽器、鍵盤楽器、撥弦楽器、声楽、4歳児から6歳児のための早期・基礎教育、18ヶ月児からの音楽幼稚園、音楽理論、音感教育がある。現在約 800人がこの音楽学校で学んでいる。授業は、レネシュタットやキルヒフンデムの基礎課程学校で行われている。

### 老人福祉施設
キルヒフンデム地区には、民営の老人介護施設「ハウス・ザウアーラント」がある。ジルベルク地区の老人ホーム「ブレムシェ・シュティフトゥング」はかつてのグランツェンベルク鉱山組合会社の鉱山労働者住宅に設けられた。慈善団体のカリタス会は、キルヒフンデムのカトリック聖ペーターおよびパウル教区教会の教区センター内に老人のためのデイサービス施設を運営している。

## 人物

### 出身者
- パウル・ヨーゼフ・コルデス（ドイツ語版、英語版）（1934年 - ）枢機卿
- ウラ・ハーン（ドイツ語版、英語版）（1945年 - ）作家
- ケルスティン・シムコヴィアク（ドイツ語版、英語版）（1977年 - ）女子スケルトン選手。2010年バンクーバーオリンピック出場選手

### ゆかりの人物
- アンゲラ・マリア・アウチュ（ドイツ語版、英語版）（1900年 - 1944年）修道女、ナチの犠牲者
- エニス・アルシ（ドイツ語版、英語版）（1985年 - ）サッカー選手。ジュニア時代に TV オーバーフンデムに所属した。

## 関連文献
- Albert Ludorff; Franz Hölscher (1903). Die Bau- und Kunstdenkmäler des Kreises Olpe. Paderborn / Münster: Schöningh
- Wilhelm Liese (1920). Geschichte der Pfarrei Kirchhundem und ihrer Tochterpfarreien Altenhundem, Heinsberg, Kohlhagen. Paderborn
- Anton Overmann (1940). Die kirchlichen Baudenkmäler des Kreises Olpe. Die Kunst im Kreise Olpe. Band 2. Attendorn: Frey
- Otto Lucas (1941). Das Olper Land – Arbeiten der Geographischen Kommission im Provinzialinstitut für westfälische Landes- und Volkskunde. Münster: Coppenrath
- Albert K. Hömberg (1967). Heimatchronik des Kreises Olpe. Archiv für Deutsche Heimatpflege (2 ed.). Köln
- Handbuch der Deutschen Kunstdenkmäler, Nordrhein-Westfalen, Band II: Westfalen. München: Deutscher Kunstverlag. (1969)
- Historische Orgeln im Kreis Olpe. Westfälische Kunststätten. Heft 22. Münster. (1982)
- Martin Vormberg (1983). Kirchhundem in alten Ansichten. Zaltbommel: Europäische Bibliothek. ISBN 90-288-2320-4
- Martin Vormberg (1985). Der Oberkreisdirektor des Kreises Olpe. ed. “Beiträge zur Geschichte des Bergbaus im Kreis Olpe – Teil 1: Der Bergbau in der Gemeinde Kirchhundem”. Schriftenreihe des Kreises Olpe (Olpe) (11). ISSN 0177-8153.
- Ernst Henrichs, ed (1988). Die Protokollbücher des ehemaligen Amtes Kirchhundem, der zugehörigen Gemeinden und der früheren Gemeinde Rahrbach, Band 1: Die Protokollbücher von 1843 bis 1869. Kirchhundem: Verkehrs- und Verschönerungsverein Kirchhundem 1881
- Ernst Henrichs, ed (1989). Die Protokollbücher des ehemaligen Amtes Kirchhundem, der zugehörigen Gemeinden und der früheren Gemeinde Rahrbach, Band 2: Die Protokollbücher von 1870 bis 1899. Kirchhundem: Verkehrs- und Verschönerungsverein Kirchhundem 1881
- Ernst Henrichs, ed (1990). Die Protokollbücher des ehemaligen Amtes Kirchhundem, der zugehörigen Gemeinden und der früheren Gemeinde Rahrbach, Band 3: Die Protokollbücher von 1900 bis 1924. Kirchhundem: Verkehrs- und Verschönerungsverein Kirchhundem 1881
- Claus-Dieter Clausen (1991). Erläuterungen zu Blatt 4914 Kirchhundem – Geologische Karte von Nordrhein-Westfalen 1:25.000. Krefeld: Geologisches Landesamt Nordrhein-Westfalen
- Günther Becker; Martin Vormberg (1994). Kirchhundem. Geschichte des Amtes und der Gemeinde. Kirchhundem: Gemeindedirektor der Gemeinde Kirchhundem. ISBN 978-3-923483-15-0
- Ralf Breer; Otto Höffer (1999). Kirchen und Kapellen in Attendorn, Lennestadt und Kirchhundem. Attendorn
- Martin Vormberg (2005). 100 Jahre Rathaus Kirchhundem. Festschrift zum Tag des offenen Denkmals am 11. September 2005. Kirchhundem
- Informationen rund um die Gemeinde Kirchhundem mitten am Rothaarsteig. (2007)
- Martin Vormberg (2013). Die Jagdbezirke von Schloss Adolfsburg. Historische Ortsansichten und Landschaftselemente im Südsauerland um 1743/44. Kirchhundem

## 訳注
1. ↑  1999年までは、式典などで市の代表者を務める名誉職の町長と、実質的な行政指導者であるゲマインデディレクトール（行政責任者）との二頭体制であった。
2. ↑  クロスカントリースキー用の轍状のコース